# Aladdin Sane (1913-1938-197?)
Aladdin Sane (1913-1938-197?) is een nummer van de Britse muzikant David Bowie, uitgebracht als de tweede track op zijn album Aladdin Sane uit 1973. In het nummer experimenteert Bowie met meer muziekstijlen na het succes van zijn glamrockalbum The Rise and Fall of Ziggy Stardust and the Spiders from Mars in het voorgaande jaar.

## Achtergrond
De titel van het nummer is een woordspeling op "A Lad Insane" (een krankzinnige jongen) en werd geïnspireerd door Bowie's schizofrene halfbroer Terry. Een werktitel voor het nummer was "Love Aladdin Vein", wat niet gebruikt werd vanwege de link naar drugs. De data tussen haakjes refereren naar de jaren voorafgaand aan zowel de Eerste als de Tweede Wereldoorlog, met een derde onbekend jaartal wat suggereert dat Bowie geloofde dat de Derde Wereldoorlog snel zou komen.
Bowie schreef het nummer in december 1972 toen hij terug voer naar het Verenigd Koninkrijk na afloop van zijn Ziggy Stardust Tour in de verenigde Staten. Het onderwerp werd geïnspireerd door het boek Vile Bodies an Evelyn Waugh, wat hij op dat moment aan het lezen was. Tijdens een benefietconcert in 1996 legde hij uit dat het nummer ging "over jonge mensen, kort voor de twee oorlogen, die meiden wilden naaien en buitenlanders wilden vermoorden".
Het nummer bevat een pianosolo door Mike Garson, die recentelijk bij de band van Bowie was gevoegd. Zijn originele pogingen tot een solo neigden meer naar een blues- en een Latingeluid, terwijl Bowie meer zocht naar een avant-gardejazzgeluid uit de jaren '60. Garson improviseerde hierop een solo en nam deze in één take op. In 1999 zei hij hierover: "Ik heb in de laatste 26 jaar meer gecommuniceerd over die ene solo dan de elf albums die ik zelf heb gedaan, de zes die ik heb gedaan met een andere groep waar ik de co-leider van ben, honderden stukken die ik heb gedaan met anderen en drieduizend muziekstukken die ik zelf heb geschreven. Ik denk niet dat er in die 26 jaar een week was zonder dat iemand mij erom vroeg!"
Een nummer, waar tegenwoordig naar wordt verwezen als "Zion", maar ook verschenen op bootlegs onder de namen "Aladdin Vein", "Love Aladdin Vein", "A Lad in Vein" en "A Lad in Vain", bevat delen van "Aladdin Sane" en wat later "Sweet Thing (Reprise)" zou worden op het album Diamond Dogs. Er werd lang gedacht dat dit instrumentale nummer werd opgenomen tijdens de sessies voor Aladdin Sane, maar later werd bekend dat het nummer was bedoeld voor Pin Ups wat later dat jaar uitkwam als preview voor Bowie's volgende originele werk.
In 1974 verscheen een liveversie van het nummer op het album David Live.

## Muzikanten
- David Bowie: zang, akoestische gitaar
- Mike Garson: piano
- David Sanborn: tenorsaxofoon
- Mick Ronson: elektrische gitaar
- Trevor Bolder: basgitaar
- Mick "Woody" Woodmansey: drums